# Aer Arann

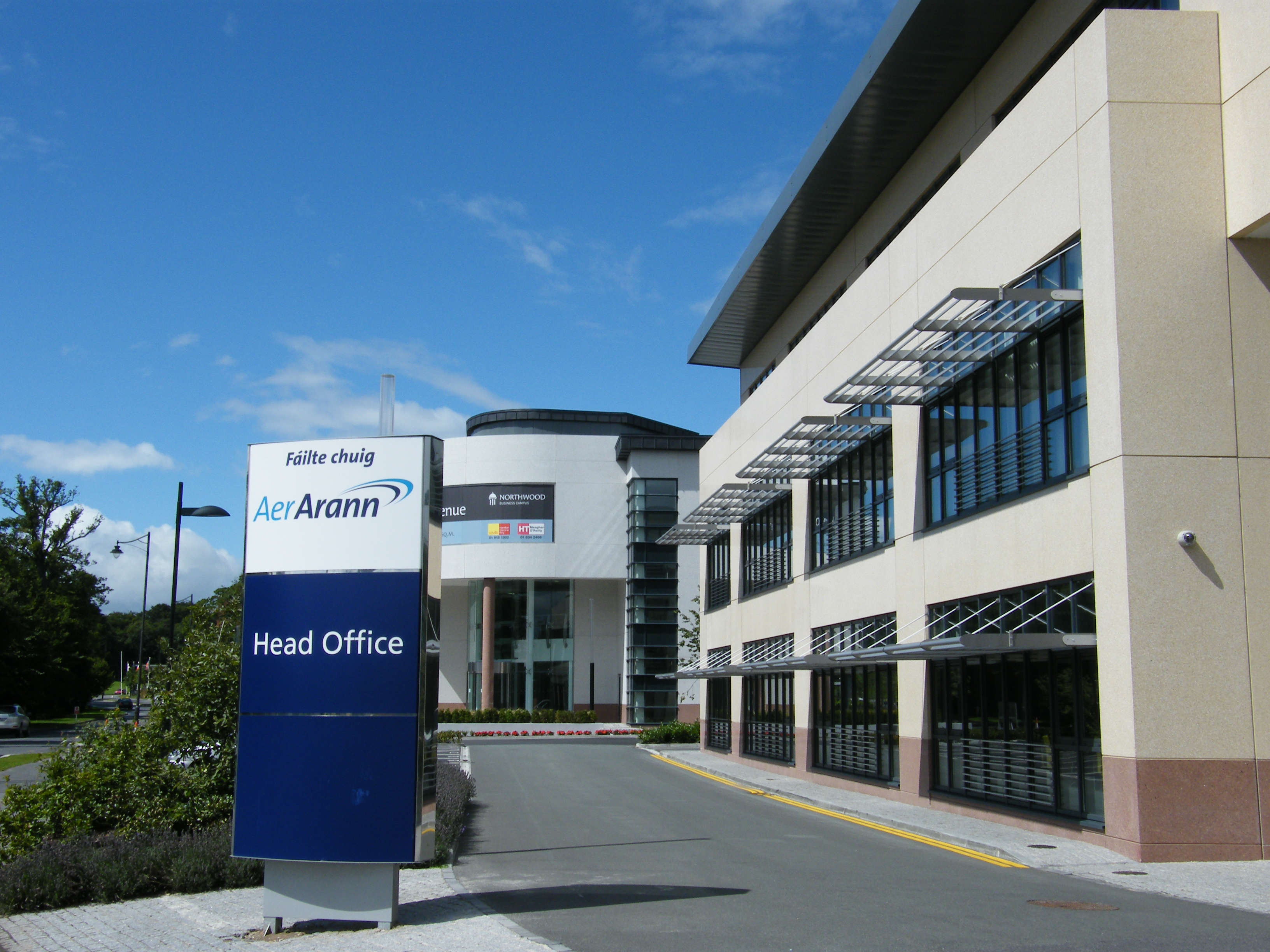
Az Aer Arann dublini központja

Az Aer Arann egy regionális légitársaság, melynek központja Írország fővárosában Dublinban van. A társaságnak 11 gépből álló flottája van, melyek menetrend szerint közlekednek Írországban, a Man-szigetekre, Nagy-Britanniában, Észak Írországban, és Franciaországban. Az Aer Arann a harmadik legnagyobb ír légitársaság az Aer Lingus és a Ryanair mögött.

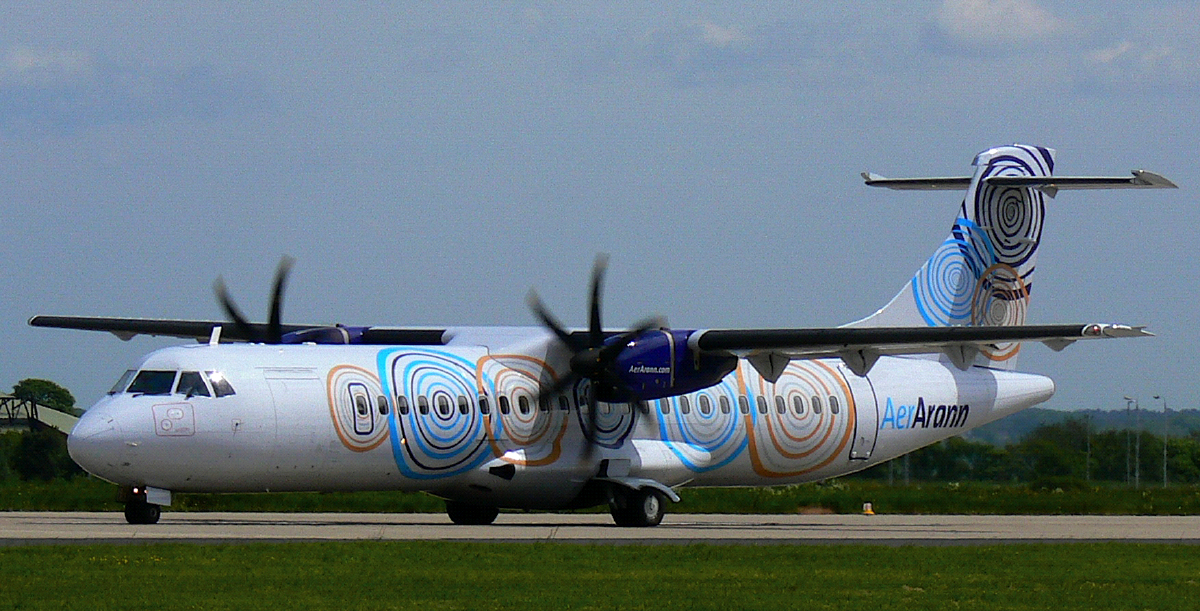
Egy új festésű ATR–72-es (Bradford)

## Története
- Az Aer Arann 1970-ben jött létre azzal a céllal hogy megfelelő légi összeköttetést biztosítson Írország és az Ír szigetek között. 1970 augusztusában elindult az első járat az Aran-szigetek és Galway között egy Britten Norman Islander típusú repülőgéppel.
- 1994-ben fordulópont a légitársaság történetében, mivel Pádraig Ó Céidigh megvásárolta a vállalatot és terjeszkedni kezdett.
- 1998-ban járatok indulnak Donegal és Dublin, valamint Sligo és Dublin között.
- 2002-ben már nemzetközi járatok is indulnak az Egyesült Királyság és Jersey között, majd 2004-ben Lorient és a franciaországi Nantes között.
- 2007-ben az Aer Arann árbevétele eléri a 100 millió eurót és utasainak száma 1.150.000 fő.
- 2008-ban franchise megállapodás jön létre a társaság és a Nex Airlines között, így elérhetővé válik Amszterdam, Málaga, Bordeaux és Faro egy BAe 146 típusú géppel.
- 2009-ben az amszterdami útvonalat már egy saját ATR 72-500-sal repülik.
- 2010 januárjában az Aer Arann és az Aer Lingus létrehozza az Aer Lingus Regional nevű vegyesvállalatot, mely az Aer Arann fő csomópontjairól Corkból és Dublinból szállítja az utasokat.
- 2010 márciusában a társaság bejelentette, hogy újra indít járatokat a Manchesteri repülőtérről.

## Codeshare partnerek
2008. június 24-én az Aer Arann és Aer Lingus aláírt egy megállapodást, mely szerint a Cork-ból az USA-ba induló Aer Lingus járatokra az Aer Arann utasok is foglalhatnak repülőjegyet.
2009. január 15-étől az Etihad Airways segítségével az Aer Arann utasai Corkból, Galwayból, a Man-szigetről, Sligoból és Dublinból eljuthatnak Abu Dhabiba.